# Vlaamse Wandel- en Omnisportfederatie

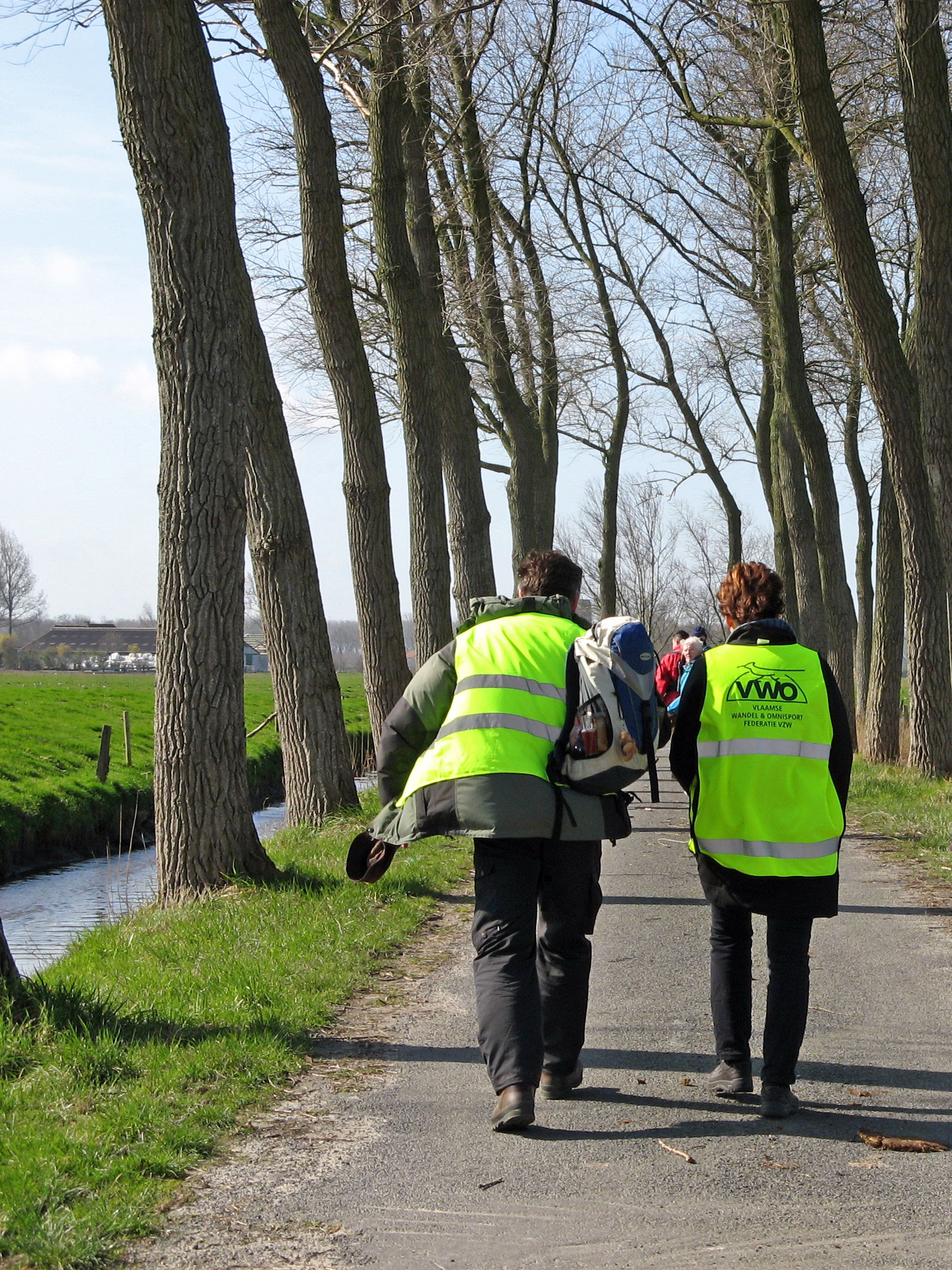
Wandelaars in Damme

De Vlaamse Wandel- en Omnisportfederatie vzw, kortweg VWO is een door Bloso erkende Vlaamse sportfederatie die een zestigtal wandel- en recreatieve fietsclubs overkoepelt.

## Historiek
Op 7 oktober 1970 werd de Vlaamse Wandelaarsbond (VWB) opgericht. Later wijzigde de naam in Vlaamse Wandel- en Omnisportconfederatie, om uiteindelijk definitief in Vlaamse Wandel- en Omnisportfederatie te veranderen.

## Werking
De federatie zorgt voor de aangesloten clubs door de leden te verzekeren voor lichamelijke ongevallen, en de bestuursleden en wandelleiders voor lichamelijke ongevallen en burgerlijke aansprakelijkheid. Tevens kondigt ze de activiteiten van de aangesloten VWO-clubs aan in het tijdschrift De Wandelvogel en op de eigen website.
VWO organiseert ook enkele activiteiten. Jaarlijks weerkerende cursussen zijn de cursus Kaart en kompas, waarin deelnemers gedurende twee dagen worden ingewijd in de kunsten van het wandelen met de kaart en het kompas, onontbeerlijk voor wie wandelingen maakt in vreemde streken, en de cursus Wandelen met de GPS, waarin de troeven van de wandel-gps worden uitgelegd. 
Tevens organiseert de federatie jaarlijks een aantal sportieve weekends, zowel kampeer- als hotelvakanties. Zowel leden als niet-leden kunnen hieraan deelnemen.
Tot slot is er de jaarlijkse Nationale Wandel- en Fietsdag, die telkens in een andere Vlaamse provincie plaatsvindt. Op deze dag kunnen wandelaars en fietsers hun gading vinden in diverse parcours en afstanden, die voor de gelegenheid volledig bewegwijzerd zijn.

## Tijdschrift
Sinds 1972 geeft de federatie tweemaandelijks een tijdschrift uit voor wandelaars en recreatieve fietsers, De Wandelvogel.